# Deborah Schanz
Deborah Schanz, geb. Knirsch (* 1975), ist Professorin für Betriebswirtschaft und seit 2011 Vorstand des Instituts für Betriebswirtschaftliche Steuerlehre an der Ludwig-Maximilians-Universität München.

## Leben
Schanz studierte in Hamburg, Newcastle (UK) und Tübingen. Sie wurde 2004 an der Universität Tübingen promoviert (Doktorvater Franz W. Wagner) und 2007 in Graz habilitiert.  Praktische Erfahrungen sammelte sie zuvor als Unternehmensberaterin bei Deloitte in Stuttgart. Als eine der jüngsten deutschen BWL-Professorinnen wurde Deborah Schanz 2007 an die WHU – Otto Beisheim School of Management berufen. Dort war sie bis 2011 Professorin für Betriebswirtschaftliche Steuerlehre. Seit 2011 ist sie Professorin an der Ludwig-Maximilians-Universität München und dort Vorstand des Instituts für Betriebswirtschaftliche Steuerlehre.

## Lehre
Schanz ist im Bachelor-, Master- und Doktorandenprogramm der LMU, im European Master in Management und im Master of Law and Business an der Bucerius Law School tätig. Für ihre Lehre erhielt sie 2009 den „Best Teacher Award“ für die Veranstaltung „Taxes and Business Strategy“ im MBA-Programm der WHU.
Seit 2009 ist sie mit Sebastian Schanz verheiratet, der ebenfalls Professor für Steuerlehre an der Universität Bayreuth ist. Die beiden haben drei Kinder. 

## Forschungsschwerpunkte
Schanz forscht im Bereich der nationalen und internationalen Besteuerung von Unternehmen.
Ihre Interessensschwerpunkte umfassen
- Steuercompliance, Steuerquoten, die Steuerplanung von Unternehmen und die strategische Ausrichtung von Steuerabteilungen in Konzernen;
- den Vergleich von Steuersystemen und -komplexität, u. a. die Entwicklung des „Tax Attractiveness Index“, der die steuerliche Attraktivität von derzeit 100 Ländern misst und Vergleiche ermöglicht[1];
- den Einfluss von Steuern auf Investitions- und Finanzierungsentscheidungen, v. a. der Finanzierung von Unternehmen mit Eigen- und Fremdkapital und hybriden Finanzinstrumenten;
- die steuerliche Gewinnermittlung;
- die Fortentwicklung des (internationalen) Steuerrechts, vor allem unter dem Einfluss der Base Erosion Profit Shifting (BEPS)-Bekämpfung und der Digitalisierung.

Deborah Schanz publiziert in referierten Zeitschriften (u. a. Zeitschrift für Betriebswirtschaftliche Forschung, Contemporary Accounting Research, European Accounting Review, Review of Managerial Science) und in Praxiszeitschriften (u. a. Betriebs-Berater, Die Unternehmensbesteuerung, Deutsches Steuerrecht).
Sie erhielt verschiedene Forschungspreise für ihre Publikationen, u. a. 2006 den Monographiepreis des Verbandes der Hochschullehrer für Betriebswirtschaft e.V.

## Engagement
Schanz engagiert sich auf zahlreichen universitären und außeruniversitären Gebieten. Sie ist u. a. Mitglied im Arbeitskreis Steuern der Schmalenbach-Gesellschaft für Betriebswirtschaft e.V., in der Kommission Steuerlehre im Verband der Hochschullehrer für Betriebswirtschaft e.V. und im Arbeitskreis Quantitative Steuerlehre (arqus) e.V., im Präsidium der Deutschen Vereinigung für Internationales Steuerrecht im Verband der International Financial Association, Sektion Bayern sowie Mitglied der Prüfungskommission für das Wirtschaftsprüfer-Examen.